# 理查德·门特·约翰逊
理查德·门特·约翰逊（英語：Richard Mentor Johnson，1780年10月17日—1850年11月19日），美国政治家，美国民主-共和党、美国民主党成员，曾任美国众议院议员（1807年-1819年）、美国参议院议员（1819年-1829年）和美国副总统（1837年-1841年）。
约翰逊是唯一一位由美国参议院根据《美国宪法第十二修正案》选举产生的副总统。